# Круг Бродгара
Круг Бродгара или Брогара (англ. Ring of Brodgar, Brogar) — кромлех эпохи неолита на Мейнленде, самом большом острове в архипелаге Оркнейских островов, Шотландия. Расположен на узком перешейке между озерами Лох-оф-Стеннес и Лох-оф-Харрей, называемом иногда «мостом Бродгара». Памятник включён в список Всемирного наследия ЮНЕСКО как один из четырех в объекте Памятники неолита на Оркнейских островах.
В 1,2 км к юго-востоку от Круга Бродгара находятся Мегалиты Стеннеса, памятники Мейсхау и Барнхауз, а Скара-Брей находится в 10 километрах к северо-западу.
Вероятно был построен между 2500 и 2000 годами до н. э., но точный возраст этого масштабного мегалитического сооружения неизвестен, так как его еще не исследовали археологи. Ранее по кругу площадки диаметром 104 м стояло 60 мегалитов. До наших дней сохранилось только 27 из них. Круг Бродгара — третий по величине кромлех Британских островов.
Известны некоторые подробности ритуала, который исполнялся на этом кромлехе в дохристианскую и частично христианскую эпоху. Возможно, он не имеет никакого отношения к строителям кромлеха. Согласно сборнику легенд от G. F. Black (1903 г.) этот мегалитический монумент назывался храмом Солнца. В нем совершалась мужская (вторая) часть трехэтапного обряда обручения.

## Интересные факты
Также Кольцо Бродгара фигурирует в компьютерной игре Arcanum, в которой представляет собой место низвержения могущественных магов в Пустоту.